# Zonstraat (Utrecht)
De Zonstraat is een straat in de wijk Oudwijk (meest westelijke bebouwing heet 'Oosterbuurt') in Utrecht, de hoofdstad van de Nederlandse provincie Utrecht. De straat loopt van de Homeruslaan tot de Maliesingel. Zijstraten van de Zonstraat zijn de Oudwijkerdwarsstraat, Minstraat, Piet Heinstraat en de Zonnehof. Bijna de helft van de Zonstraat loopt parallel met de Minstroom. De Zonstraat is ongeveer 450 meter lang. Aan de kant van de Maliesingel bevindt zich ook de Oosterspoorweg. Dit is de verbinding van Hilversum en Lunetten die langs Het Spoorwegmuseum komt.

## Geschiedenis
In deze eeuwenoude straat bevinden zich nog twee rijksmonumentale boerderijen, op nummer 23 en 44. Ook bevonden zich vroeger in deze straat een aantal winkels die in de loop der jaren praktisch allemaal zijn gesloten op een enkele na. Aan het pand nummer 28 bevindt zich een gedenksteen met de tekst "Hier rust het ongenoegen van de Oosterbuurt 15 mei 1985". Er was een strijd gaande tussen de gemeente Utrecht en bewoners van de Oosterbuurt voor behoud van de oude woningen. Door het plaatsen van deze steen werd symbolisch de strijdbijl begraven. Achter de steen ligt een koker met daarin een vel papier waarop het verhaal voor het behoud van de woningen en de strijd die daarmee gepaard ging beschreven staat.

## Trivia
- Voordat de huidige Zonstraat deze naam kreeg, heette tot 1886 een gedeelte van de Nobelstraat de Zonstraat.[4]
- Aan de Zonstraat 112a bevond zich ooit een badhuis van de "Vereeniging voor Volksbaden" gesticht in 1913.[5]

## Fotogalerij

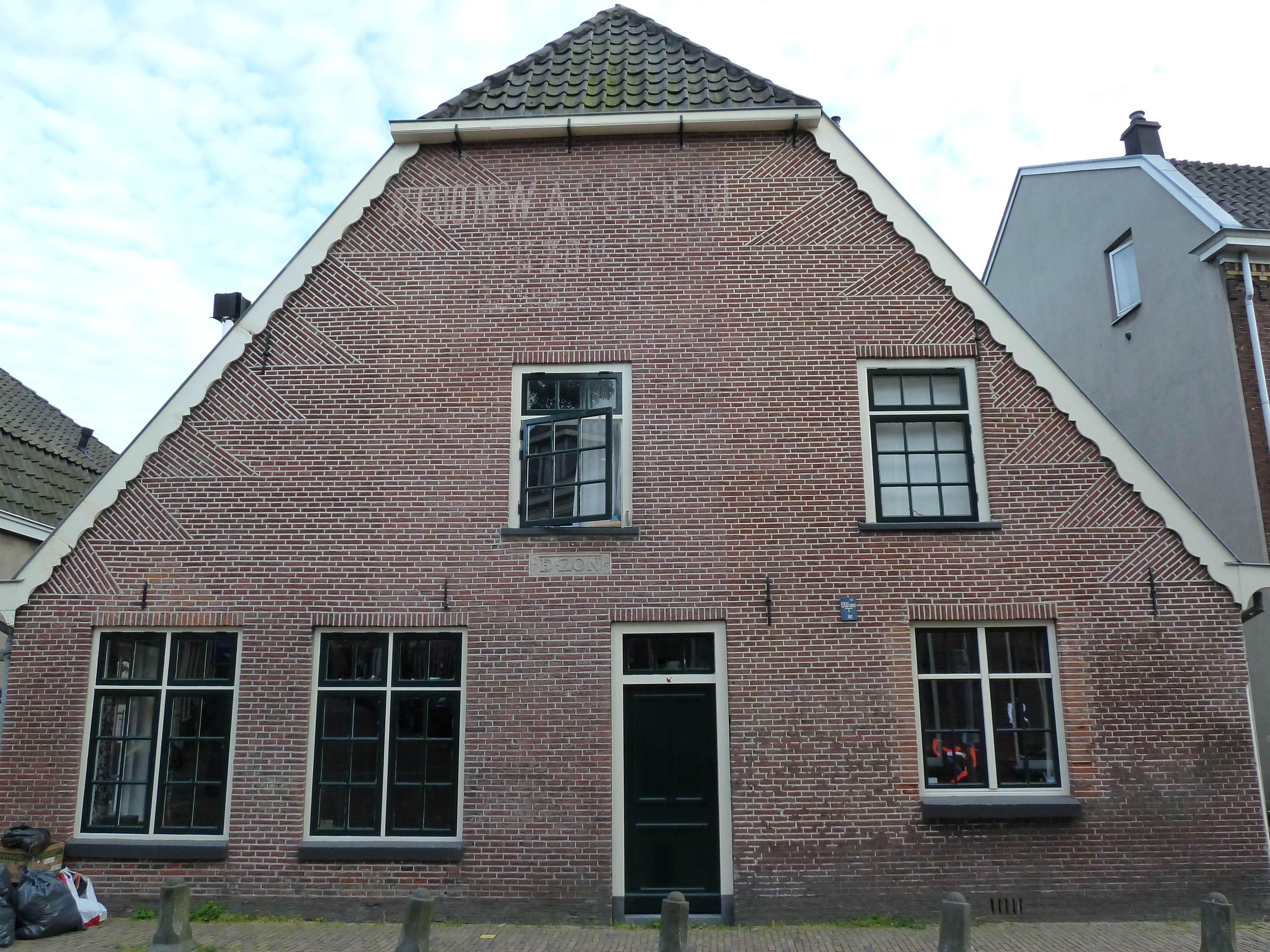
Zonstraat 23 (rijksmonument)
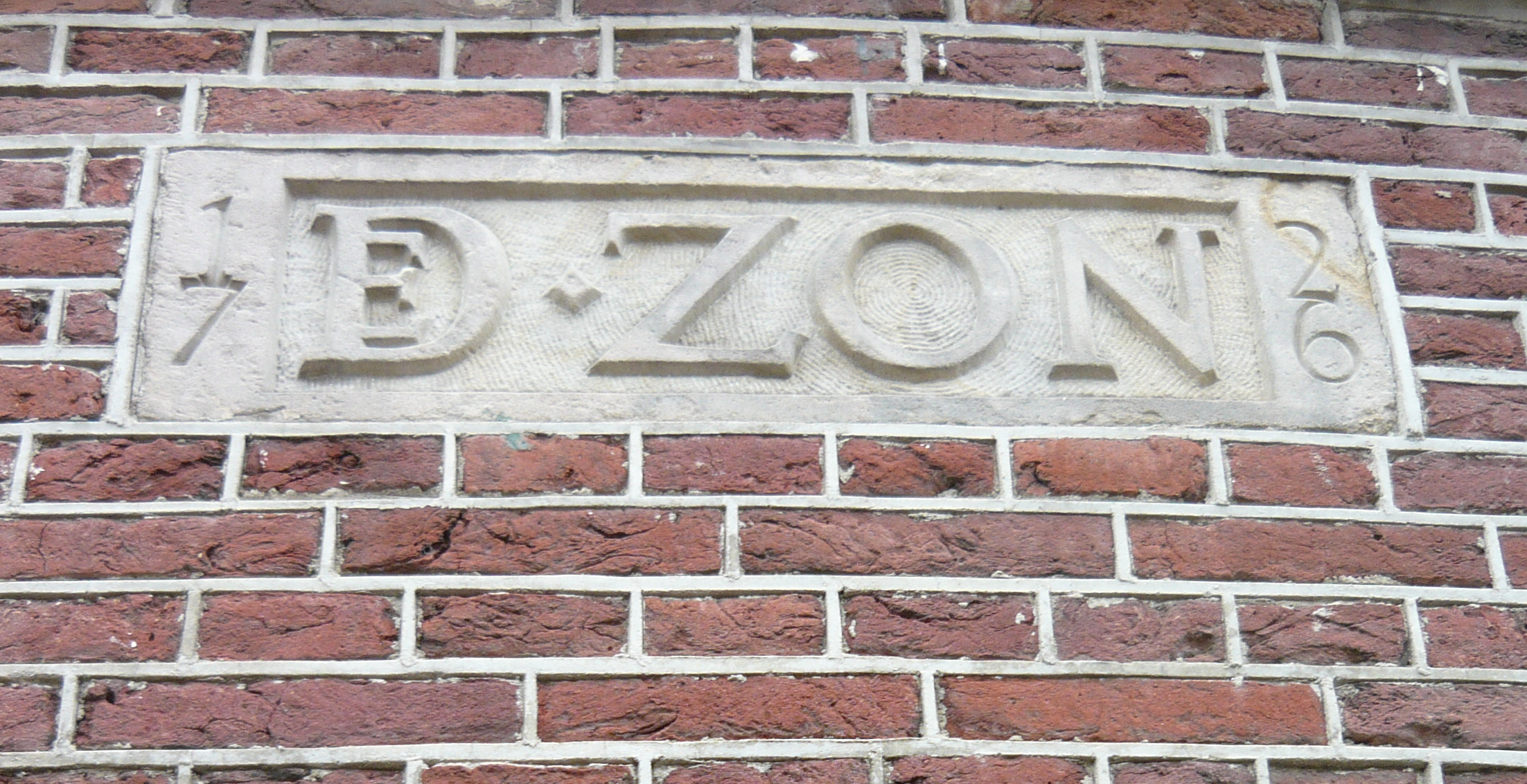
Gevelsteen aan de gevel van de Zonstraat 23
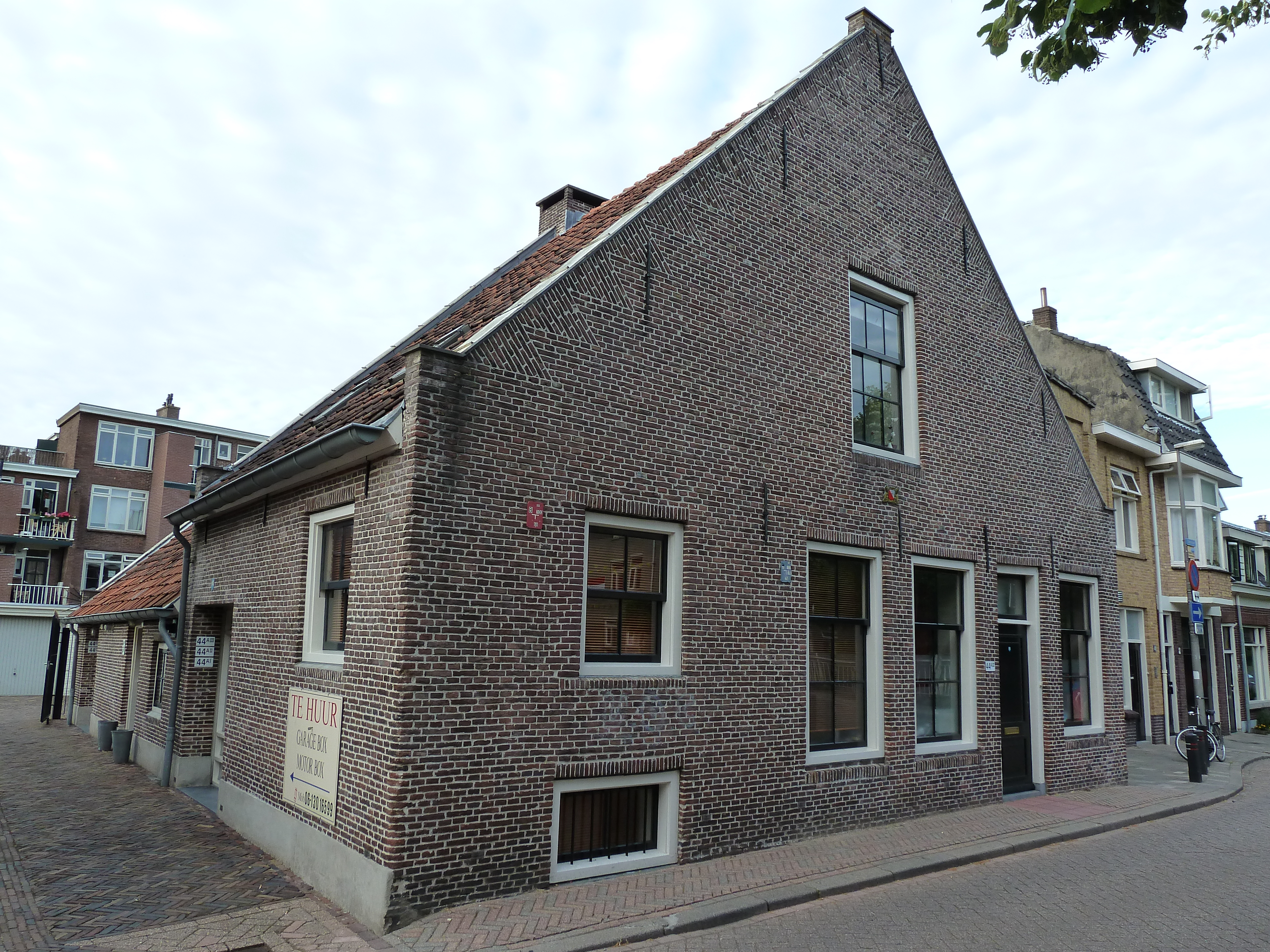
Zonstraat 44 (rijksmonument)

Burgemeester Reigerstraat ·
Nicolaasweg · 
Oudwijkerdwarsstraat ·
Oudwijkerveldstraat ·
Van Limburg Stirumstraat ·  
Zonstraat